# Bandera de Nueva Escocia

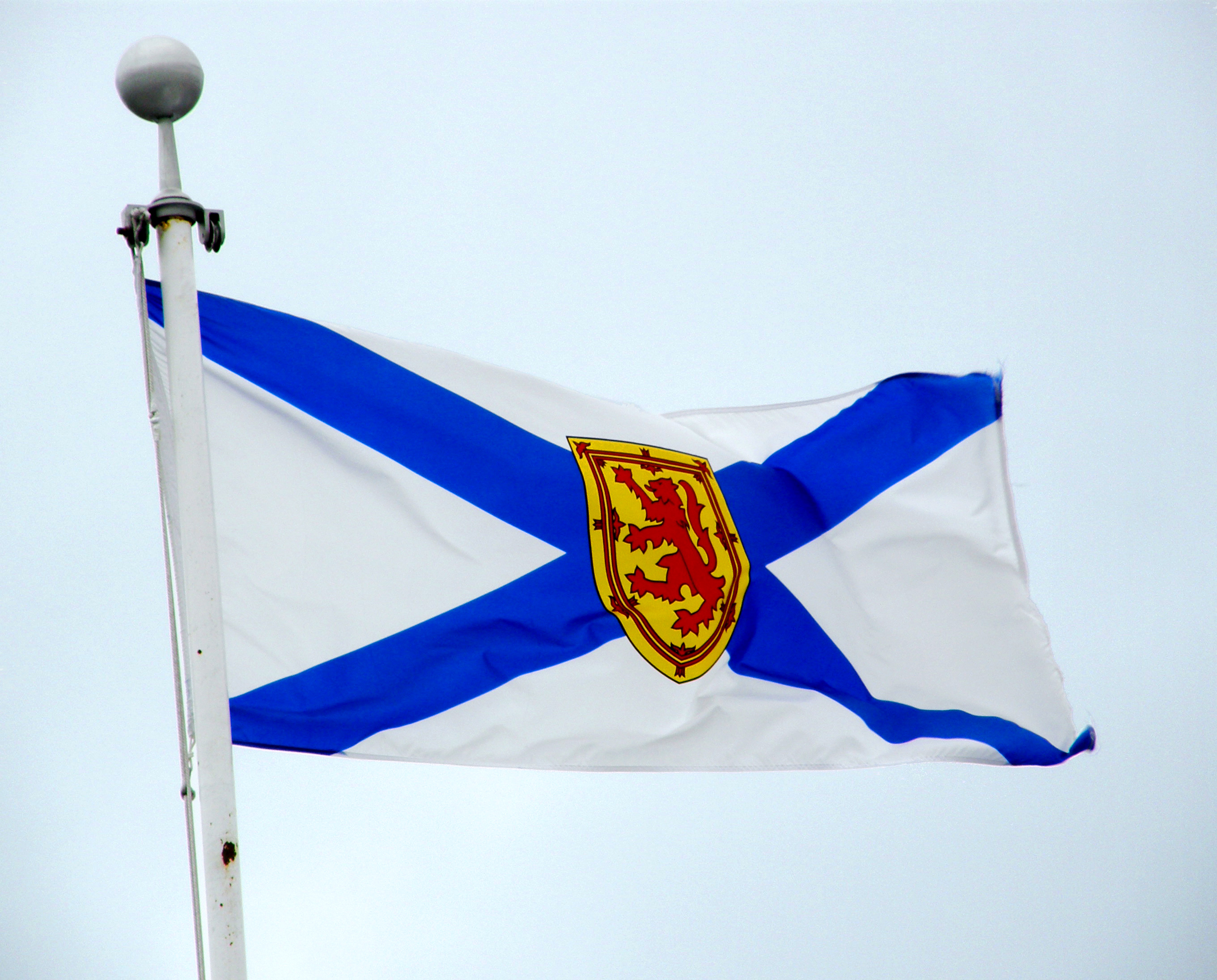
La bandera ondeando en Amherst, Nueva Escocia

Bandera de Escocia.

La bandera de Nueva Escocia surge en 1858 a partir de su escudo de armas que se le concedió al Gobernador de la Provincia en 1625.
La bandera de la provincia canadiense, una cruz de San Andrés azul sobre fondo blanco, es la inversión de la bandera de Escocia, en el Reino Unido. Está cargada en el centro con un escusón que representa el escudo de armas de Escocia, un escudo de oro con un león rampante de color rojo rodeado por una orla doble decorada con flores de lis de gules.
Nueva Escocia es una de las pocas colonias de Canadá que se concedió su propio escudo de armas, y la bandera es la única de las de las provincias canadienses que datan de antes de la confederación.